# Jennifer Simpson
Jennifer Simpson, dawniej Barringer (ur. 23 sierpnia 1986 w Webster City) – amerykańska lekkoatletka, specjalistka od średnich i długich dystansów.
Lekkoatletyczną karierę rozpoczynała od biegów przełajowych – dwukrotnie zajęła 4. miejsce w drużynie juniorek podczas mistrzostw świata w przełajach, indywidualnie zaś zdobyła złoty medal mistrzostw Ameryki Północnej juniorek w tej konkurencji.
Największymi osiągnięciami zawodniczki są: brązowy medal olimpijski (bieg na 1500 m, Rio de Janeiro 2016) i złoty medal na mistrzostwach świata na tym samym dystansie (Daegu 2011). Wielokrotna złota medalistka mistrzostw kraju oraz mistrzostw NCAA.

## Rekordy życiowe
- bieg na 1500 m – 3:57,22 (2014)
- bieg na 5000 m – 14:56,26 (2013)
- bieg na 3000 m z przeszkodami – 9:12,50 (2009) były rekord Ameryki Północnej (do 2014)
- bieg na 1500 m (hala) – 4:07,27 (2012)
- bieg na milę (stadion) – 4:19,98 (2017)
- bieg na milę (hala) – 4:25,91 (2009)
- bieg na 3000 m (hala) – 8:40,31 (2018)
- bieg na 5000 m (hala) – 15:01,70 OT (2009)[6]